# Cuenta de usuario títere

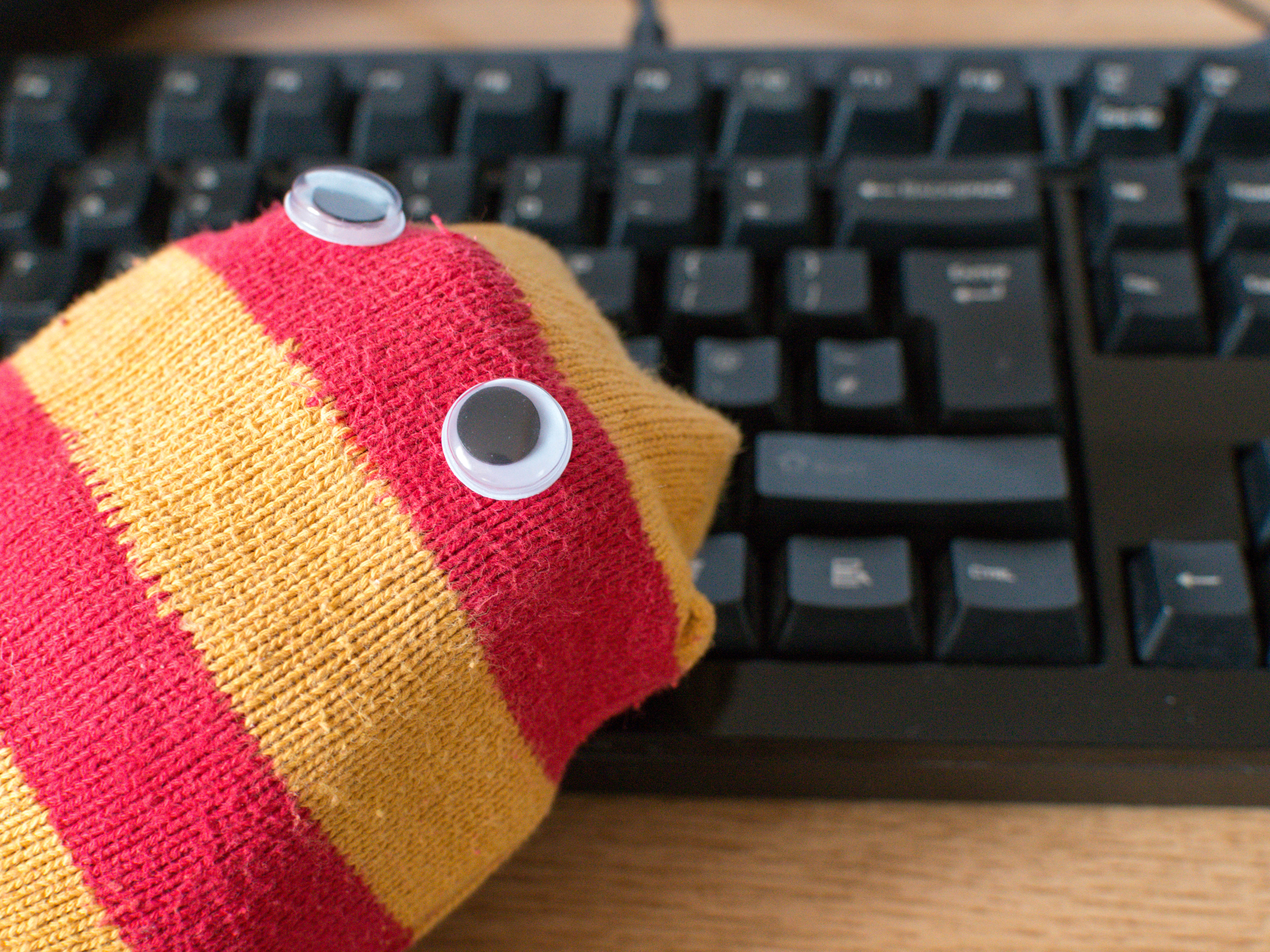
En términos de Internet, los títeres son identidades en línea que se utilizan para la actividad encubierta del operador.

Una cuenta de usuario títere o un títere de calcetín es una identidad en línea que se utiliza con fines de engaño o vandalizar. El término, una referencia a la manipulación de una simple marioneta de mano hecha de un calcetín, originalmente se refería a una identidad falsa asumida por un miembro de una comunidad de Internet que hablaba o hablaba de sí mismo mientras pretendía ser otra persona.
El uso del término se ha expandido para incluir ahora otros usos engañosos de identidades en línea, como los creados para elogiar, defender o apoyar a una persona u organización, para manipular la opinión pública, o para eludir restricciones, suspensión o una prohibición total de un sitio web. Una diferencia significativa entre el uso de un seudónimo y la creación de un títere de calcetín es que el títere de calcetín se hace pasar por un tercero independiente no afiliado al operador principal de la cuenta. Los títeres de calcetín no son bienvenidos en muchas comunidades y foros en línea.

## Historia
La primera entrada del Oxford English Dictionary fue "una persona cuyas acciones están controladas por otra; un esbirro", con una cita de U.S. News & World Report, 27 de marzo de 2000.
La historia de revisar el propio trabajo con otro nombre es anterior a Internet. Los escritores Walt Whitman y Anthony Burgess revisaron sus propios libros bajo seudónimos, al igual que Benjamin Franklin.
El 21 de octubre de 2013, la Fundación Wikimedia (FWM) condenó el sockpuppeting de promoción pagada en Wikipedia y, el 23 de octubre, prohibió específicamente la edición por parte de la firma de relaciones públicas Wiki-PR. En agosto y septiembre de 2015, la FWM descubrió otro grupo de marionetas conocidas como Orangemoody.

## Tipos

### Evasión de bloqueo
Una de las razones para hacer un títere es eludir un bloqueo, prohibición u otra forma de sanción impuesta a la cuenta original de la persona. Una vez que se restringe el acceso, las personas pueden intentar eludir las sanciones utilizando cuentas alternativas.

### Relleno de papeletas
Se pueden crear títeres durante una encuesta en línea para enviar múltiples votos a favor del titiritero. Un uso relacionado es la creación de múltiples identidades, cada una de las cuales apoya los puntos de vista del titiritero en un argumento, intentando posicionar al titiritero como representante de la opinión mayoritaria y de las voces de oposición al margen. En la teoría abstracta de las redes sociales y los sistemas de reputación, esto se conoce como un Ataque Sybil.
En el marketing sigiloso se utiliza un uso parecido a un títere de identidades falsas engañosas. El vendedor sigiloso crea una o más cuentas seudónimas, cada una afirmando ser propiedad de un entusiasta partidario diferente del producto, libro o ideología del patrocinador.

### Títere de paja
Una títere de paja (a veces llamado marioneta de paja) es un seudónimo de bandera falsa creado para hacer que un punto de vista particular parezca tonto o malsano con el fin de generar un sentimiento negativo en su contra. Los títeres de paja típicamente se comportan de una manera poco inteligente, desinformada o intolerante y presentan argumentos de "hombre de paja" que sus titiriteros pueden refutar fácilmente. El efecto que se busca es desacreditar argumentos más racionales formulados a favor de la misma posición. Tales títeres se comportan de manera similar a los trolls de Internet.
Un caso particular es el troll de preocupación, un seudónimo de bandera falsa creado por un usuario cuyo punto de vista real se opone al que dice sostener el títere del calcetín. La preocupación que los trolls publican en foros Web dedicados a su punto de vista declarado e intenta influir en las acciones u opiniones del grupo mientras afirman compartir sus objetivos, pero con "preocupaciones" declaradas. El objetivo es sembrar miedo, incertidumbre y duda (MID) dentro del grupo.

### Marioneta
Algunas fuentes en línea utilizan el término "marioneta" para describir los comportamientos de las marionetas. Por ejemplo, según una enciclopedia en línea, un títere de carne "publica comentarios en blogs, wikis y otros lugares públicos sobre algún fenómeno o producto con el fin de generar interés público y rumores", es decir, se involucra en el comportamiento más ampliamente. conocido como "astroturfing". Un artículo de 2006 en The Chronicle of Higher Education definió a un títere de carne como "un habitante peculiar del mundo digital, un personaje de ficción que se hace pasar por una persona real en línea".

## Investigación de calcetín
Se han desarrollado varias técnicas para determinar si las cuentas son marionetas, incluida la comparación de las direcciones IP de las marionetas sospechosos y el análisis comparativo del estilo de escritura de las marionetas sospechosos.

## Implicaciones legales de los calcetines en los Estados Unidos
En 2008, Lori Drew, de 49 años, residente de Misuri, fue procesada y declarada culpable por un jurado de la Corte Federal en relación con la creación de una cuenta de MySpace en la que afirmó ser un chico de 16 años llamado Josh Evans. El objetivo de Drew había sido crear una relación con Megan Meier, una niña de 13 años que había estado en conflicto con la hija de Drew. Después de que "Josh" terminó la relación con Megan, Megan se suicidó. Drew fue declarada culpable en relación con tergiversar su identidad en violación de los términos de servicio de MySpace.
Aunque el Fiscal de Los Ángeles afirmó que esta conducta estaba cubierta por la legislación federal sobre fraude informático contra "acceder a una computadora sin autorización a través del comercio interestatal", el tribunal de primera instancia concedió una moción de Drew para desestimar el veredicto. Drew argumentó con éxito que su uso de una identidad falsa no constituía un acceso no autorizado a MySpace, citando una disputa por incumplimiento de contrato en 1973 donde un tribunal de apelaciones dictaminó que "el consentimiento inducido fraudulentamente es consentimiento, no obstante". La fiscalía apeló al tribunal de primera instancia. decisión del juez de desestimar el veredicto de culpabilidad, pero luego desestimó su apelación.
En 2010, en People v. Golb, el abogado de 50 años Raphael Golb fue condenado por 30 cargos penales, que incluyen robo de identidad, suplantación de identidad criminal y acoso agravado, por utilizar múltiples cuentas de títeres para atacar y hacerse pasar por historiadores que él percibía como rivales de su padre, Norman Golb. Golb defendió sus acciones como "engaños satíricos" protegidos por los derechos de libertad de expresión. Fue inhabilitado y sentenciado a seis meses de prisión, pero la sentencia fue reducida a libertad condicional en apelación.
En 2014, un tribunal de circuito del estado de Florida sostuvo que los títeres de calcetines son una interferencia ilícita en las relaciones comerciales y otorgó medidas cautelares en su contra durante la tramitación del litigio. El tribunal determinó que "el acto de falsificar múltiples identidades" es una conducta que debe prohibirse. Explicó que la conducta fue ilícita "no porque las declaraciones sean falsas o verdaderas, sino porque la conducta de inventar nombres de personas que no existen para publicar comentarios falsos por parte de personas falsas para apoyar la posición de los Demandados interfiere tortuosamente con los negocios de los Demandantes" y tal "conducta es inherentemente injusta". Por lo tanto, el tribunal ordenó a los acusados que "eliminen o hagan que se eliminen todas las publicaciones que crean la falsa impresión de que más [de una] persona está comentando sobre el programa que realmente existe". El tribunal también encontró, sin embargo, que los comentarios de los acusados "que no crean una falsa impresión de pacientes falsos o empleados falsos o personas falsas conectadas al programa (aquellos publicados con sus respectivos nombres) están protegidos por la Constitución de los Estados Unidos de América, Primera Enmienda ".

## Ejemplos de títeres

### Promoción empresarial
En 2007, se descubrió que el director ejecutivo de Whole Foods, John Mackey, publicó como "Rahodeb" en Yahoo! Finance Message Board, ensalzando su propia empresa y prediciendo un futuro terrible para su rival, Wild Oats Markets, mientras oculta su relación con ambas empresas. Whole Foods argumentó que ninguna de las acciones de Mackey infringía la ley.
Durante el juicio de 2007 de Conrad Black, director ejecutivo de Hollinger International, los fiscales alegaron que había publicado mensajes en Yahoo! Financie la sala de chat usando el nombre "nspector", atacando a los vendedores en corto y culpándolos por el desempeño de las acciones de su compañía. Los fiscales proporcionaron evidencia de estas publicaciones en el juicio penal de Black, donde fue condenado por fraude postal y obstrucción. Las publicaciones se plantearon en varios momentos del juicio.

### Reseñas de libros y películas
Una falla informática de Amazon.com en 2004 reveló los nombres de muchos autores que habían escrito reseñas de sus libros usando seudónimos. John Rechy, quien escribió la novela más vendida La ciudad de la noche (1963), fue uno de los autores desenmascarados de esta manera, y se demostró que había escrito numerosas reseñas de cinco estrellas de su propio trabajo. En 2010, se descubrió que el historiador británico Orlando Figes había escrito reseñas de Amazon con los nombres de "orlando-birkbeck" e "historiador", elogiando sus propios libros y condenando los de sus colegas historiadores Rachel Polonsky y Robert Service. Los dos demandaron a Figes y obtuvieron daños monetarios.
Durante un panel de discusión en el Festival Británico de Escritores Criminales en 2012, el autor Stephen Leather admitió haber usado seudónimos para elogiar sus propios libros, afirmando que "todos lo hacen". Habló de la construcción de una "red de personajes", algunos operados por sus amigos, que discutían sus libros y tenían conversaciones con él directamente. El mismo año, después de que el novelista de espías Jeremy Duns lo presionara en Twitter, quien había detectado posibles indicios en línea, el escritor británico de ficción criminal R.J. Ellory admitió haber utilizado un nombre de cuenta seudónimo para escribir una reseña positiva para cada una de sus propias novelas, y además una reseña negativa para otros dos autores.
David Manning era un crítico de cine ficticio, creado por un ejecutivo de marketing que trabajaba para Sony Corporation para dar constantemente buenas críticas a los lanzamientos de Columbia Pictures, subsidiaria de Sony, que luego podrían citarse en material promocional.

### Comentario del blog
El reportero estadounidense Michael Hiltzik fue suspendido temporalmente de publicar en su blog, "The Golden State", en el sitio web de Los Angeles Times después de admitir "publicar allí, así como en otros sitios, con nombres falsos". Usó los seudónimos para atacar a conservadores como Hugh Hewitt y el fiscal de Los Ángeles Patrick Frey, quienes finalmente lo expusieron. El blog de Hiltzik en el LA Times fue el primer blog del periódico. Aunque suspendido de los blogs, Hiltzik continuó escribiendo regularmente para el periódico.
Lee Siegel, un escritor de la revista The New Republic, fue suspendido por defender sus artículos y comentarios de blog bajo el nombre de usuario "Sprezzatura". En uno de esos comentarios, "Sprezzatura" defendió las malas críticas de Siegel sobre Jon Stewart: "Siegel es valiente, brillante y más ingenioso de lo que Stewart jamás será".

### Títeres del gobierno
Como ejemplo de títeres en Internet patrocinados por el estado, en 2011, una empresa de California llamada Ntrepid recibió un contrato de 2.76 millones de dólares del Comando Central de Estados Unidos para operaciones de "gestión de personas en línea" creando "personajes falsos en línea para influir en las conversaciones en la red y difundir la propaganda estadounidense" en árabe, persa, urdu y pashto. La actividad fue parte de la Operación Earnest Voice (OEV), un programa desarrollado por primera vez en Irak como arma de guerra psicológica.
El 11 de septiembre de 2014, varias cuentas de marionetas informaron sobre una explosión en una planta química en Luisiana. Los informes llegaron a una variedad de medios, incluidos Twitter y YouTube, pero las autoridades estadounidenses afirmaron que todo el evento fue un engaño. Muchos determinaron que la información se originó en una oficina de gestión de marionetas de calcetines patrocinada por el gobierno ruso en San Petersburgo, llamada Agencia de Investigación de Internet. Rusia fue nuevamente implicada por la comunidad de inteligencia estadounidense en 2016 por utilizar trolls pagados en las elecciones estadounidenses.
El Instituto de Asuntos Económicos afirmó en un documento de 2012 que el gobierno del Reino Unido y la UE financian organizaciones benéficas cuyo propósito es hacer campaña y cabildear por causas que el gobierno apoya. En un ejemplo, el 73% de las respuestas a una consulta del gobierno fue el resultado directo de campañas de supuestas organizaciones de "títeres de calcetín".